# Зауздани рожнорепи валаби
Зауздани рожнорепи валаби (Onychogalea fraenata) је врста сисара торбара из породице кенгура и валабија (Macropodidae).

## Распрострањење
Аустралија је једино познато природно станиште врсте.

## Станиште
Зауздани рожнорепи валаби има станиште на копну.

## Угроженост
Ова врста се сматра угроженом.

### Популациони тренд
Популација ове врсте је стабилна, судећи по доступним подацима.